# Cikalahang
Cikalahang is een bestuurslaag in het regentschap Cirebon van de provincie West-Java, Indonesië. Cikalahang telt 6302 inwoners (volkstelling 2010).